# هارون باور
هارون باور هو لاعب هوكي الجليد كندي، ولد في 4 فبراير 1982 في كامبريدج في كندا.

## وصلات خارجية
- هارون باور على موقع دوري الهوكي الوطني (الإنجليزية)
- هارون باور على موقع EliteProspects.com (الإنجليزية)
- هارون باور على موقع HockeyDB.com (الإنجليزية)